# Calycomyza verbenae
Calycomyza verbenae är en tvåvingeart som beskrevs av Erich Martin Hering 1951. Calycomyza verbenae ingår i släktet Calycomyza och familjen minerarflugor. Inga underarter finns listade i Catalogue of Life.